# Тшцинець (Седлецький повіт)
Тшцинець (пол. Trzciniec) — село в Польщі, у гміні Скужець Седлецького повіту Мазовецького воєводства.
Населення — 445 осіб (2011).
У 1975-1998 роках село належало до Седлецького воєводства.

## Демографія
Демографічна структура станом на 31 березня 2011 року:
|          | Загалом | Допрацездатний вік | Працездатний вік | Постпрацездатний вік |
| -------- | ------- | ------------------ | ---------------- | -------------------- |
| Чоловіки | 237     | 66                 | 149              | 22                   |
| Жінки    | 208     | 47                 | 113              | 48                   |
| Разом    | 445     | 113                | 262              | 70                   |